# Sci alpino ai XIII Giochi olimpici invernali
Le gare di sci alpino ai XIII Giochi olimpici invernali di Lake Placid 1980 si disputarono da 14 al 23 febbraio sulle piste di Whiteface Mountain; il programma incluse gare di discesa libera, slalom gigante e slalom speciale, sia maschili sia femminili, valide anche ai fini dei Campionati mondiali di sci alpino 1980.

## Risultati

### Uomini

#### Discesa libera
| Pos. | Atleta            | Nazione          | Tempo   |
| ---- | ----------------- | ---------------- | ------- |
| 1    | Leonhard Stock    | Austria          | 1:45,50 |
| 2    | Peter Wirnsberger | Austria          | 1:46,12 |
| 3    | Steve Podborski   | Canada           | 1:46,62 |
| 4    | Peter Müller      | Svizzera         | 1:46,75 |
| 5    | Pete Patterson    | Stati Uniti      | 1:47,04 |
| 6    | Herbert Plank     | Italia           | 1:47,13 |
| 7    | Werner Grissmann  | Austria          | 1:47,21 |
| 8    | Valerij Cyganov   | Unione Sovietica | 1:47,34 |
| 9    | Harti Weirather   | Austria          | 1:47,70 |
| 10   | Dave Murray       | Canada           | 1:47,95 |

#### Slalom gigante
| Pos. | Atleta           | Nazione          | Tempo   |
| ---- | ---------------- | ---------------- | ------- |
| 1    | Ingemar Stenmark | Svezia           | 2:40,74 |
| 2    | Andreas Wenzel   | Liechtenstein    | 2:41,49 |
| 3    | Hans Enn         | Austria          | 2:42,51 |
| 4    | Bojan Križaj     | Jugoslavia       | 2:42,53 |
| 5    | Jacques Lüthy    | Svizzera         | 2:42,75 |
| 6    | Bruno Nöckler    | Italia           | 2:42,95 |
| 7    | Joël Gaspoz      | Svizzera         | 2:43,05 |
| 8    | Boris Strel      | Jugoslavia       | 2:43,24 |
| 9    | Aleksandr Žirov  | Unione Sovietica | 2:44,07 |
| 10   | Phil Mahre       | Stati Uniti      | 2:44,33 |

#### Slalom speciale
| Pos. | Atleta               | Nazione          | Tempo   |
| ---- | -------------------- | ---------------- | ------- |
| 1    | Ingemar Stenmark     | Svezia           | 1:44,26 |
| 2    | Phil Mahre           | Stati Uniti      | 1:44,76 |
| 3    | Jacques Lüthy        | Svizzera         | 1:45,06 |
| 4    | Hans Enn             | Austria          | 1:45,12 |
| 5    | Christian Neureuther | Germania Ovest   | 1:45,14 |
| 6    | Petăr Popangelov     | Bulgaria         | 1:45,40 |
| 7    | Anton Steiner        | Austria          | 1:45,41 |
| 8    | Gustav Thöni         | Italia           | 1:45,99 |
| 9    | Vladimir Andreev     | Unione Sovietica | 1:46,65 |
| 10   | Frank Wörndl         | Germania Ovest   | 1:47,19 |

### Donne

#### Discesa libera
| Pos. | Atleta                | Nazione        | Tempo   |
| ---- | --------------------- | -------------- | ------- |
| 1    | Annemarie Moser-Pröll | Austria        | 1:37,52 |
| 2    | Hanni Wenzel          | Liechtenstein  | 1:38,22 |
| 3    | Marie-Theres Nadig    | Svizzera       | 1:38,36 |
| 4    | Heidi Preuss          | Stati Uniti    | 1:39,51 |
| 5    | Kathy Kreiner         | Canada         | 1:39,53 |
| 6    | Ingrid Eberle         | Austria        | 1:39,68 |
| 7    | Torill Fjeldstad      | Norvegia       | 1:39,69 |
| 7    | Cindy Nelson          | Stati Uniti    | 1:39,69 |
| 9    | Marianne Zechmeister  | Germania Ovest | 1:39,96 |
| 10   | Jana Šoltýsová        | Cecoslovacchia | 1:40,71 |

#### Slalom gigante
| Pos. | Atleta                | Nazione        | Tempo   |
| ---- | --------------------- | -------------- | ------- |
| 1    | Hanni Wenzel          | Liechtenstein  | 2:41,66 |
| 2    | Irene Epple           | Germania Ovest | 2:42,12 |
| 3    | Perrine Pelen         | Francia        | 2:42,41 |
| 4    | Fabienne Serrat       | Francia        | 2:42,42 |
| 5    | Christa Kinshofer     | Germania Ovest | 2:42,63 |
| 6    | Annemarie Moser-Pröll | Austria        | 2:43,19 |
| 7    | Christin Cooper       | Stati Uniti    | 2:44,71 |
| 8    | Maria Epple           | Germania Ovest | 2:45,56 |
| 9    | Kathy Kreiner         | Canada         | 2:45,75 |
| 10   | Claudia Giordani      | Italia         | 2:46,27 |

#### Slalom speciale
| Pos. | Atleta                      | Nazione          | Tempo   |
| ---- | --------------------------- | ---------------- | ------- |
| 1    | Hanni Wenzel                | Liechtenstein    | 1:25,09 |
| 2    | Christa Kinshofer           | Germania Ovest   | 1:26,50 |
| 3    | Erika Hess                  | Svizzera         | 1:27,89 |
| 4    | Maria Rosa Quario           | Italia           | 1:27,92 |
| 5    | Claudia Giordani            | Italia           | 1:29,12 |
| 6    | Nadežda Patrakeeva-Andreeva | Unione Sovietica | 1:29,20 |
| 7    | Daniela Zini                | Italia           | 1:29,22 |
| 8    | Christin Cooper             | Stati Uniti      | 1:29,28 |
| 9    | Ann Melander                | Svezia           | 1:29,82 |
| 10   | Wilma Gatta                 | Italia           | 1:29,94 |

## Medagliere per nazioni
| Pos. | Nazione        | Oro | Argento | Bronzo | Totale |
| ---- | -------------- | --- | ------- | ------ | ------ |
| 1    | Liechtenstein  | 2   | 2       | 0      | 4      |
| 2    | Austria        | 2   | 1       | 1      | 4      |
| 3    | Svezia         | 2   | 0       | 0      | 2      |
| 4    | Germania Ovest | 0   | 2       | 0      | 2      |
| 5    | Stati Uniti    | 0   | 1       | 0      | 1      |
| 6    | Svizzera       | 0   | 0       | 3      | 3      |
| 7    | Canada         | 0   | 0       | 1      | 1      |
| 7    | Francia        | 0   | 0       | 1      | 1      |